# Aéroport du Donégal
Pour les articles homonymes, voir Dub (homonymie) et CFN.
L’aéroport de Donegal (en irlandais : Aerfort Dhún na nGall) (code IATA : CFN • code OACI : EIDL) est situé à 3 km au sud-ouest de Bunbeg dans le Carrickfinn, un Townland dans The Rosses (en), un quartier du nord-ouest du comté de Donegal, en Irlande. L'aéroport est à environ 15 minutes en voiture de Dungloe et Gaoth Dobhair et à 45 minutes de Letterkenny. Il est populairement connu dans le comté de Donegal comme aéroport de Carrickfinn.

## Situation
| Connemara Cork Donégal Dublin Inis Meáin Inis Mór Inis Oírr Kerry Knock Shannon Waterford |

## Statistiques
Pour des raisons techniques, il est temporairement impossible d'afficher le graphique qui aurait dû être présenté ici.

Voir la requête brute et les sources sur Wikidata.

## Compagnies aériennes et destinations
| Compagnies | Destinations |
| ---------- | ------------ |
| Aer Lingus | Dublin       |

Édité le 13/04/2018. Actualisé le 21/01/2023

## Galerie

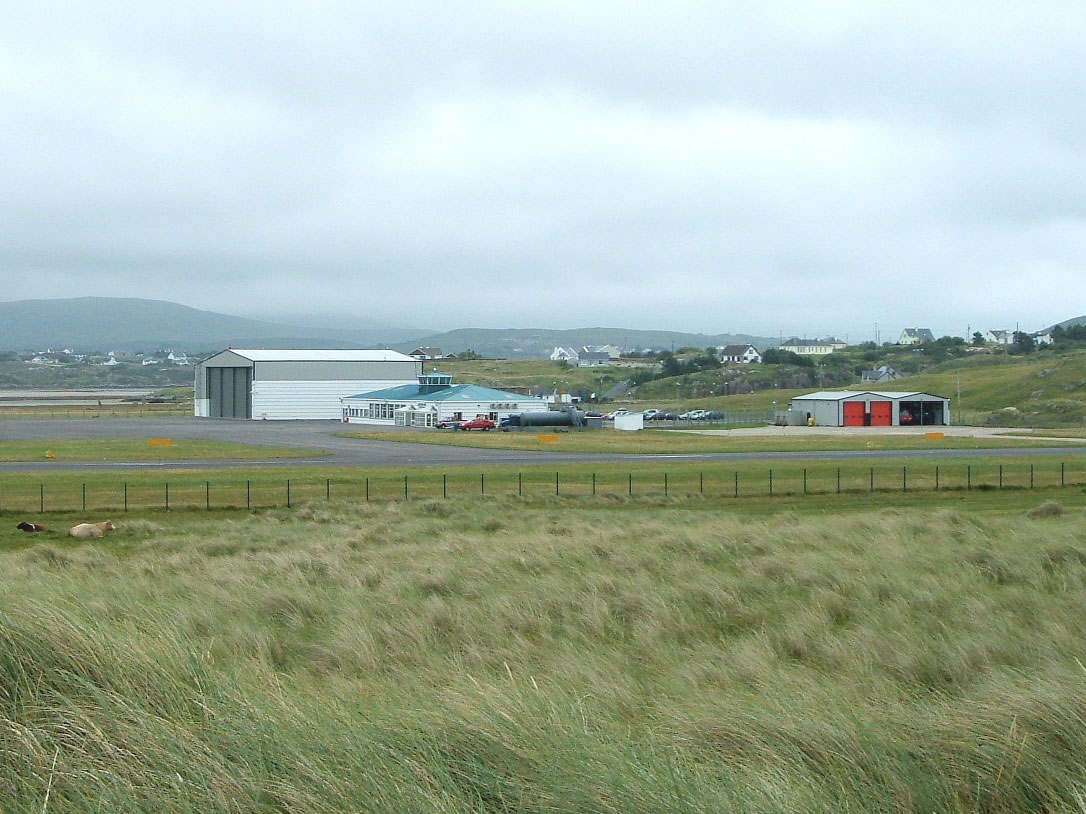
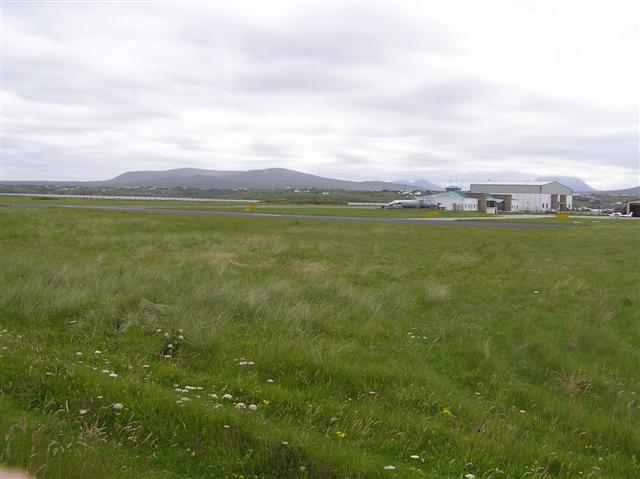
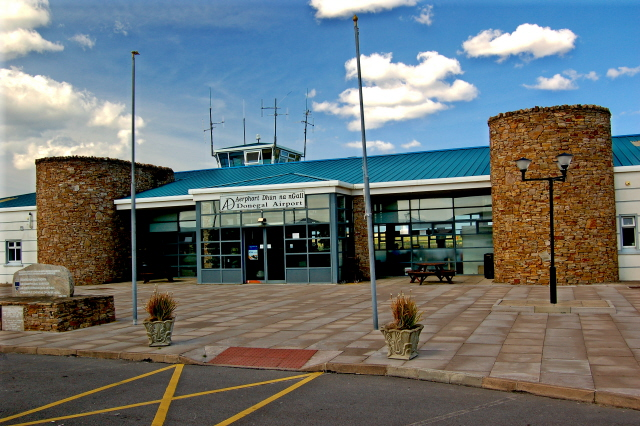